# Emys trinacris
Emys trinacris is een schildpad uit de familie moerasschildpadden (Emydidae). De soort werd voor het eerst wetenschappelijk beschreven in 2005, zodat de schildpad in veel literatuur nog niet wordt vermeld. De soort werd voor het eerst wetenschappelijk beschreven door Uwe Fritz, Tiziano Fattizzo, Daniela Guicking, Sandro Tripepi, Maria Grazia Pennisi, Peter Lenk, Ulrich Joger & Michael Wink in 2005.

## Uiterlijke kenmerken
Het is met een schildlengte van 14 centimeter een wat kleinere soort. Het rugschild is donker van kleur, het buikschild is geel. De schildpad is endemisch in Italië, en dan alleen op het eiland Sicilië. Over de biologie en levenswijze van deze soort is vrijwel niets bekend.